# تشارلز أ. بيترسون
تشارلز أ. بيترسون هو فلاح وسياسي أمريكي، ولد في 12 أبريل 1884، وتوفي في 14 أغسطس 1953. نشط حزبياً في الحزب الجمهوري. وقد انتخب عضو جمعية ولاية ويسكونسن ‏.